# ディオゲネスのいる風景
『ディオゲネスのいる風景』（ディオゲネスのいるふうけい、英: Landscape with Diogenes）、または『鉢を投げ捨てるディオゲネス』（はちをなげすてるディオゲネス、仏: Diogène jetant son écuelle、英: Diogenes Throwing away his Bowl）は、17世紀フランスの画家ニコラ・プッサンが晩年の1654-1658年にキャンバス上に油彩で制作した風景画である。1648年に当時有数の銀行家でリヨンとパリに邸宅を持っていたマルク＝アントワーヌ2世・ド・リュマグ (Marc-Antoine II de Lumague) のために描かれたが、1665年にフランス王ルイ14世に取得された。作品は現在、パリのルーヴル美術館に所蔵されている。

## 作品
この絵画の出典は、プッサンの愛読書の1つであったプルタルコスの『倫理論集 (モラリア)』であると思われる。それによると、古代ギリシア犬儒学派の哲学 (やがてストア学派を生み出す) の祖ディオゲネス (紀元前413年ごろ-324年ごろ) がアテネの町の郊外を歩いていた折に、水辺で「ある男」が何ら器を使わずに自分の手で水をすくって飲む姿を見た。ディオゲネスは、自らも世俗の財をことごとく捨て、ずだ袋と杖と鉢しか持っていなかったのに、この男の姿に打たれ、持っていた鉢すら無用のものとして投げ捨てたという。
この図像は15世紀末以来見られるが、きわめてわずかしか描かれていない。おそらくプッサンの知人で画家のサルヴァトール・ローザの同主題の作品『哲学者の森』 (1640-1645年ごろ) を見たか、そのデッサンか版画を参照したことが想像される。
本作は、「大様式」と呼ばれるプッサンの完成された様式を示す風景画である。プッサンが住んでいたローマの町で誰もが知っていたバチカン宮殿の1部のベルヴェデーレ宮 (ブラマンテの設計で、1527年までに完成) や、テヴェレ川の深くえぐれた谷の彼方にそびえる、緑の木々や茂みに囲まれたベルヴェデーレの神殿の大きな破風などが表されている。ヴァチカン宮殿にあたる光の描写力には、プッサン同様、ローマに住んでいたフランスの画家クロード・ロランに劣らぬものがあり、さらに空気遠近法が見事である。美術史家のデニス・マホンは、本作を含むプッサンの後期の風景画にはクロード・ロランの影響があることを推測している。